# محمود سمير (مبارز بالسيف)
محمود سمير هو مبارز بالسيف مصري، ولد في 2 يوليو 1981 في القاهرة في مصر.

## وصلات خارجية
- محمود سمير على موقع أوليمبيديا (الإنجليزية)